# Molinia
Molinia  Schrank,1789 è un genere di piante angiosperme monocotiledoni della famiglia Poaceae.

## Etimologia
Il nome del genere è un omaggio a Juan Ignacio Molina, naturalista cileno del XIX secolo.

## Descrizione
Si tratta di piante erbacee perenni.

## Distribuzione e habitat
Il genere è diffuso nelle aree paludose dell'Eurasia e dell'Africa settentrionale.

## Tassonomia
Il genere comprende due specie:
- Molinia arundinacea Schrank
- Molinia caerulea (L.) Moench

### Binomi obsoleti
- Molinia aquatica = Catabrosa aquatica
- Molinia distans = Puccinellia distans
- Molinia distans var. reptans = Puccinellia maritima
- Molinia fauriei = Diarrhena fauriei
- Molinia fluitans = Glyceria fluitans
- Molinia japonica = Moliniopsis japonica
- Molinia maritima = Puccinellia maritima
- Molinia maxima = Glyceria maxima
- Molinia olgae = Festuca olgae
- Molinia pendulina = Arctophila fulva
- Molinia plicata = Glyceria fluitans
- Molinia remota = Poa remota
- Molinia retusa = Disakisperma dubium
- Molinia serotina = Cleistogenes serotina
- Molinia spiculosa = Glyceria spiculosa
- Molinia squarrosa = Cleistogenes squarrosa